# 대한민국 형사소송법 제210조
대한민국 형사소송법 제210조는사법경찰관리의 관할구역 외의 수사에 대한 형사소송법의 조문이다.

## 조문
제210조(사법경찰관리의 관할구역 외의 수사)사법경찰관리가 관할구역 외에서 수사하거나 관할구역 외의 사법경찰관리의 촉탁을 받어 수사할 때에는 관할지방검찰청 검사장 또는 지청장에게 보고하여야 한다. 다만, 제200조의3, 제212조, 제214조, 제216조와 제217조의 규정에 의한 수사를 하는 경우에 긴급을 요할 때에는 사후에 보고할 수 있다.  <개정 1961.9.1., 1995.12.29.>

第210條(司法警察官吏의 管轄區域 外의 搜査)司法警察官吏가 管轄區域 外에서 搜査하거나 管轄區域 外의 司法警察官吏의 囑託을 받어 搜査할 때에는 管轄地方檢察廳 檢事長 또는 支廳長에게 報告하여야 한다. 다만, 第200條의3, 第212條, 第214條, 第216條와 第217條의 規定에 依한 搜査를 하는 境遇에 緊急을 要할 때에는 事後에 報告할 수 있다.  <개정 1961.9.1., 1995.12.29.>

## 참고 문헌
- 손동권 신이철, 새로운 형사소송법(초판, 2013), 세창, 2013. ISBN 9788984114081